# Wipperdorf
Wipperdorf település Németországban, azon belül Türingiában. Lakosainak száma 1368 fő (2017. december 31.).

## Népesség
A település népességének változása:

| 2017 | 1 368 |